# Мария Великобританская, графиня Хэрвуд
Виктория Александра Алиса Мария, Королевская принцесса, графиня Хэрвуд (англ. Victoria Alexandra Alice Mary, Princess Royal and Countess of Harewood; 25 апреля 1897 — 28 марта 1965) — член британской королевской семьи, третий ребёнок и единственная дочь короля Георга V и королевы Марии Текской. Она стала шестой по счёту Королевской принцессой Великобритании. После замужества получила титул виконтессы Ласселлс, а после смерти свёкра — графини Хэрвуд.

## Биография
Принцесса Мария родилась в коттедже Йорк в Норфолке, Англия. Её отцом был принц Георг, герцог Йоркский (впоследствии Георг V), второй сын принца Уэльского (позже король Эдуард VII) и принцессы Уэльской (позднее королевы Александры). Её мать — принцесса Мария Текская (позже королева Мария), дочь герцога и герцогини Текских.
Мария была названа в честь её прабабки по отцу, принцессы Марии Аделаиды Кембриджской. Она была правнучкой королевы Виктории и с рождения имела титул Её Высочество Принцесса Мария Йоркская. В 1898 году Королева дала детям герцога и герцогини Йоркских титул Королевское Высочество. Мария стала Её Королевским Высочеством Принцессой Марией Йоркской. На момент рождения она была пятой в линии наследования британского престола.
Её крещение состоялось в церкви Святой Марии Магдалины возле Сандрингемского дворца 7 июня 1897 года. Её крестными были: британская королева (родная прабабушка), греческий король (внучатый дядя), вдовствующая российская императрица (внучатая тётка); принц и принцесса Уэльские (родные бабушка и дедушка); герцогиня Текская (родная бабушка), принцесса Виктория Уэльская (тётка по отцу) и принц Франц Текский (дядя по матери).
Принцесса Мария воспитывалась гувернантками. Она занималась вместе со своими братьями, принцами Дэвидом, Альбертом и Генри. Она свободно говорила на немецком и французском языках, любила лошадей. Её первое официальное появление было на коронации родителей в Вестминстерском аббатстве 11 июня 1911 года.

## Королевские обязанности
Во время Первой мировой войны принцесса Мария посещала больницы и благотворительные организации вместе с матерью. Одним из проектов был Рождественский Подарочный фонд принцессы Марии, через который около 100 000 подарков были разосланы всем британским солдатам и матросам на Рождество 1914 года.
Принцесса Мария занималась общественными проблемами, которые в первую очередь касались девушек и женщин Великобритании.
В 1920 году она стала почётным президентом Ассоциации девушек и занимала этот пост до своей смерти.

## Брак
28 февраля 1922 года принцесса Мария вышла замуж за Генри Чарльза Джорджа, виконта Ласеллса (9 сентября 1882 — 23 мая 1947), старшего сына Генри Ласеллса, 5-го графа Хэрвуда, и леди Флоренс Бриджмен. Их свадьба прошла в Вестминстерском аббатстве. На свадьбе одной из подружек невесты была Елизавета Боуз-Лайон, будущая мать королевы Елизаветы. Принцессе было 24, её супругу 39 лет.

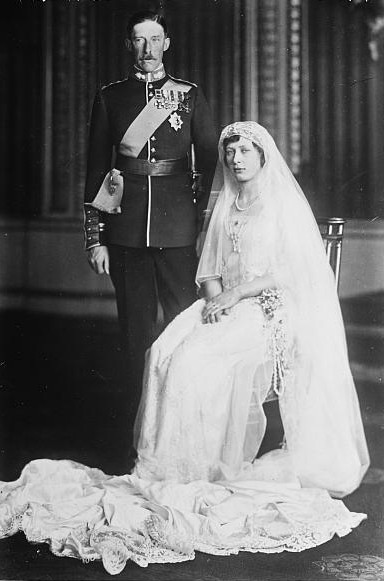
Принцесса Мария и граф Ласеллс в день свадьбы.

Говорили, что принцесса не хотела выходить замуж за лорда Ласеллса, но её заставили родители. Её старший брат, впоследствии король Эдуард VIII, с которым она была очень близка, был против брака, потому что не хотел, чтобы его сестра была несчастлива в личной жизни. Её старший сын, граф Хэрвуд, однако, писал о браке родителей в своих мемуарах, что «у них было много друзей и общих интересов».
Принцесса Мария и граф Ласеллс имели двух сыновей.
- Джордж Ласеллс, 7-й граф Хэрвуд (7 февраля 1923 — 11 июля 2011 года); женат (1949) на Марион Штайн, развелись в 1967, граф Хэрвуд стал первым из потомков Георга V, на которого супруга подала в суд за супружескую измену[3], позднее Марион вышла замуж за политика Джереми Торпа; женат во второй раз (1967) на Патрисии Элизабет Такуэлл, австралийской скрипачке и сестре музыканта Барри Такуэлла; 3 детей от первого брака и 1 от второго.
  - Дэвид, 8-й граф Хэрвуд (род. 21 октября 1950), женился на Маргарет Мессенджер 12 февраля 1979 года; они развелись в 1989 году. У них четверо детей. Он женился на Дайан Хоуз 11 марта 1990 года.
  - Джеймс Ласеллс (род. 5 октября 1953), женился на Фредерике Дуррсон 4 апреля 1973 года; они развелись в 1985 году. У них двое детей. Он женился во второй раз на Лори Ли 4 мая 1985 года; они развелись в 1996 году. У них двое детей. Он женился в третий раз на Джой Элиас-Рилван 30 января 1999 года.
  - Джереми Ласеллс (род. 14 февраля 1955), женился на Джули Бейлисс 4 июля 1981 года; они развелись. У них трое детей. Он женился на Кэтрин Белл 7 января 1999 года. У них есть дочь.
  - Марк Хьюберт Ласеллс (при рождении — Такуэлл[4]) (родился 4 июля 1964 года). — от второго брака
- Джеральд Ласеллс (21 августа 1924 — 27 февраля 1998); женат (1952) на Ангеле Даудинг, развелись в 1978; женился во второй раз на Элизабет Коллингвуд; в браках родилось по одному ребёнку:
  - Генри Улик Ласселлес (род. 1953) — от первого брака
  - Мартин Дэвид Ласселлес (род. 1962) — от второго брака

## Королевская принцесса
6 октября 1929 года граф Ласселлс стал преемником своего отца — 6-м графом Хэрвудом, виконтом Ласселлсом и бароном Хэрвудом. 1 января 1932 года Георг V объявил, что его дочь станет Королевской принцессой Великобритании.
Принцесса особенно была близка со своим старшим братом, принцем Уэльским, который впоследствии стал Эдуардом VIII. После его отречения она и её муж решили остаться с принцем, тогда уже герцогом Виндзорским, в Вене. В ноябре 1947 года она якобы отказалась присутствовать на свадьбе своей племянницы, принцессы Елизаветы, и лейтенанта Филиппа Маунтбеттена в знак протеста против того, что герцог Виндзорский не был приглашён.
С началом Второй мировой войны она ездила по Великобритании, посещая подразделения, а также военные столовые, благотворительные организации. Принцесса Мария получила почётное звание генерала британской армии в 1956 году.
После смерти мужа в 1947 году принцесса жила в Харвуд-хаусе со своим старшим сыном и его семьей. Она стала канцлером университета Лидса в 1951 году и продолжала выполнять служебные обязанности в стране и за рубежом. Она присутствовала на коронации королевы Елизаветы II в июне 1953 года и позже представляла королеву на праздновании независимости Тринидада и Тобаго в 1962 году и Замбии в 1964 году. Она представляла королеву на похоронах королевы Швеции Луизы в начале марта 1965 года.
Принцесса Мария, графиня Хэрвуд, умерла 28 марта 1965 года. Ей было 67 лет. Она была похоронена в Хэрвуде на частном семейном кладбище возле Йоркского собора.
При её жизни правили шесть британских монархов: королева Виктория (её прабабушка), Эдуард VII (её дед), Георг V (её отец), Эдуард VIII и Георг VI (её братья) и Елизавета II (племянница).

## Титулы и награды
- 25 апреля 1897 — 28 мая 1898[5]: Её Высочество принцесса Мария Йоркская
- 28 мая 1898 — 22 января 1901: Её Королевское Высочество принцесса Мария Йоркская
- 22 января 1901 — 9 ноября 1901: Её Королевское Высочество принцесса Мария Корнуольская и Йоркская
- 9 ноября 1901 — 6 мая 1910: Её Королевское Высочество принцесса Мария Уэльская
- 6 мая 1910 — 22 февраля 1922: Её Королевское Высочество принцесса Мария[6]
- 22 февраля 1922 — 6 октября 1929: Её Королевское Высочество принцесса Мария, виконтесса Ласселлс
- 6 октября 1929 — 1 января 1932: Её Королевское Высочество принцесса Мария, графиня Хэрвуд
- 1 января 1932 — 28 марта 1965: Её Королевское Высочество Королевская принцесса Великобритании, графиня Хэрвуд

### Награды

#### Британские
- Орден Индийской короны
- Орден Святого Иоанна Иерусалимского (Великобритания)
- Орден Британской империи
- Королевский Викторианский орден
- Королевский орден Красного Креста

#### Зарубежные
- Орден королевы Марии Луизы
- Орден Канадских сил